# بیل هاسکت
بیل هاسکت (انگلیسی: Bill Hosket Jr.؛ زادهٔ ۲۰ دسامبر ۱۹۴۶) بازیکن بسکتبال اهل ایالات متحده آمریکا بود.
از باشگاه‌هایی که در آن بازی کرده‌است می‌توان به نیویورک نیکس و لس آنجلس کلیپرز اشاره کرد.
وی در مسابقات کشوری و بین‌المللی در مجموع برندهٔ ۱ مدال طلا شده‌است.